# I Wanna Die in Los Angeles
I Wanna Die in Los Angeles is de tweede ep van de Amerikaanse punkband Dead to Me. Het album werd uitgegeven op 21 oktober 2016 door Fat Wreck Chords en werd geproduceerd door zanger Tyson Annicharico. Het is de eerste uitgave van de band in ongeveer vijf jaar tijd.

## Nummers
1. "I Wanna Die in Los Angeles" - 02:22
2. "Tune it Out" - 02:06
3. "Comforting the Disturbed and Disturbing the Comfortable" - 04:26

## Band
- Tyson Annicharico - basgitaar, zang
- Ian Anderson - drums
- Ken Yamazaki - gitaar
- Jack Dalyrmple - zang, gitaar